# TuS 1859 Hamm
Der TuS 1859 Hamm (offiziell: Turn- und Sportverein von 1859 Hamm e. V.) ist ein Sportverein aus
Hamm.

## Geschichte
Der Verein wurde im Jahre 1859 als Hammer TV 1859 gegründet. Dieser fusionierte im Jahre 1919 mit dem Hammer FC 03 zum TuS 1859/03 Hamm. Im Rahmen der Reinlichen Scheidung wurde die Fusion drei Jahre später wieder gelöst. Während der 2010er Jahre wuchs der Verein, nachdem sich mehrere andere Vereine dem TuS 1859 angeschlossen haben. Im Jahre 2014 war dies der Fußballclub SC Arminia Hamm, ein Jahr später folgte der Wassersportverein SC Rote Erde Hamm und schließlich am 1. Januar 2016 das Maxi Swim-Team Hamm. Der TuS 1859 Hamm ist nach eigenen Angaben der älteste sowie nach Anzahl der Mitglieder zweitgrößte Sportverein der Stadt.
Das Sportangebot umfasst Ballschule, Basketball, Boule, Fechten, Fußball, Gesundheits- und Freizeitsport, Handball, Ju-Jutsu, Kanu, Kinderturnen, Kindersportschule, Leichtathletik, Rhythmische Sportgymnastik, Rollstuhltennis, Schwimmen, Taekwondo, Tanzen, Tennis, Trampolin, Triathlon, Volleyball und Wasserball.

### Volleyball
Die Volleyball-Männer des TuS 1859 Hamm spielten in der Saison 1989/90 in der 2. Bundesliga Nord.

### Wasserball
Die Wasserballer des SC Rote Erde Hamm gehörten von den 1950er bis in die 1970er Jahre zu den führenden Vereinen in Deutschland. Der Verein wurde zwischen 1954 und 1977 elfmal deutscher Wasserball-Meister und viermal deutscher Wasserball-Pokalsieger. Im Jahre 2006 stieg die Mannschaft aus der Deutschen Wasserball-Liga ab. Vier Jahre später gingen die Hammer eine Spielgemeinschaft mit dem SV Brambauer ein und kehrten in der Saison 2012/13 nochmal in die Deutsche Wasserball-Liga zurück. Im Jahre 2017 wurde die Spielgemeinschaft wieder gelöst. Seitdem spielen die TuS-Wasserballer in der 2. Bundesliga.

### Fußball
Die erste Fußballabteilung des Vereins wurde im Jahre 1904 noch beim Hammer TV 1859 gegründet. Sechs Jahre später spaltete sich die Abteilung als Hammer SV 04 ab und fusionierte am 23. August 1922 mit dem Hammer FC 03 zur Hammer SpVg. Die heutige Fußballabteilung entstand im Juli 2014 durch den Beitritt des SC Arminia Hamm.
Die Fußballer des SC Arminia Hamm spielten von 1972 bis 1980, von 1981 bis 1987 sowie in der Saison 1996/97 in der Bezirksliga. Größter Erfolg der Vereinsgeschichte war die Saison 1980/81, wo die Arminen in der Landesliga Westfalen spielten. 2025 stiegen die Fußballer in die Kreisliga B ab.

## Persönlichkeiten
- Ralf Nitzlaff
- Hans-Jürgen Sulk